# Jacques Kruithof
Jacques Kruithof (Rotterdam, 29 augustus 1947 – Amsterdam, 7 maart 2008) was een Nederlands schrijver. Hij schreef voornamelijk literatuurwetenschappelijk werk, essays en kritieken, maar ook poëzie. Hij gold als een van de toonaangevende Nederlandse literatuurwetenschappers van het einde van de 20e eeuw.
Jacques Kruithof leidde aspirant-leraren op in het literatuuronderwijs. In De bewoonde wereld (1972) behandelde hij de interpretatie van poëzie. Vertellen is menselijk (1976) is een essay over Anton Koolhaas en ook schreef hij over Robert Musils De man zonder eigenschappen (De rijkdom van het onvoltooide, 1988) en Marcel Prousts A la recherche du temps perdu (Gezicht op Proust, 1993). In zijn pamflet Je moet niet doen of alles hetzelfde is (2006) nam Kruithof scherp stelling tegen de tendens om in de cultuur geen onderscheid meer te maken naar wat "hoog" of "laag" is, voor de massa of het geletterde publiek. Zijn kritieken verschenen in Vrij Nederland en Nieuw Wereldtijdschrift. 
Voor de essaybundel Vingeroefeningen (1981) ontving hij de Jan Greshoffprijs 1982.
Hij overleed in 2008 aan slokdarmkanker.

## Werken
- De bewoonde wereld (1972) (literatuurtheorie)
- Zegge en schrijve (1974) (essays)
- Vertellen is menselijk (1976) (essays)
- Het oog van de meester (1979) (essays)
- Vingeroefeningen (1981) (essays)
- Tussenspraak (1982)
- Slaapvertrek (1984) (poëzie)
- Hoe ik om het leven kwam en andere essays (1985)
- De rijkdom van het onvoltooide (1988)
- Het lied van de houtduif (1989) (roman)
- De eenzame in de herfst (1990)
- Gezicht op Proust (1993)
- Vorige levens (1999) (verhalen)
- Het slotfeest (2004) (roman)
- Schildersverdriet (2005) (roman)
- Je moet niet doen of alles hetzelfde is: een pamflet (2006) (pamflet)
- Hellewicht (2007) (roman)
- Contrabande (2009) (roman)